# Abronia elliptica
Abronia elliptica är en underblomsväxtart som beskrevs av Aven Nelson. Abronia elliptica ingår i släktet Abronia och familjen underblomsväxter. Inga underarter finns listade i Catalogue of Life.